# Barbora z Nikomédie

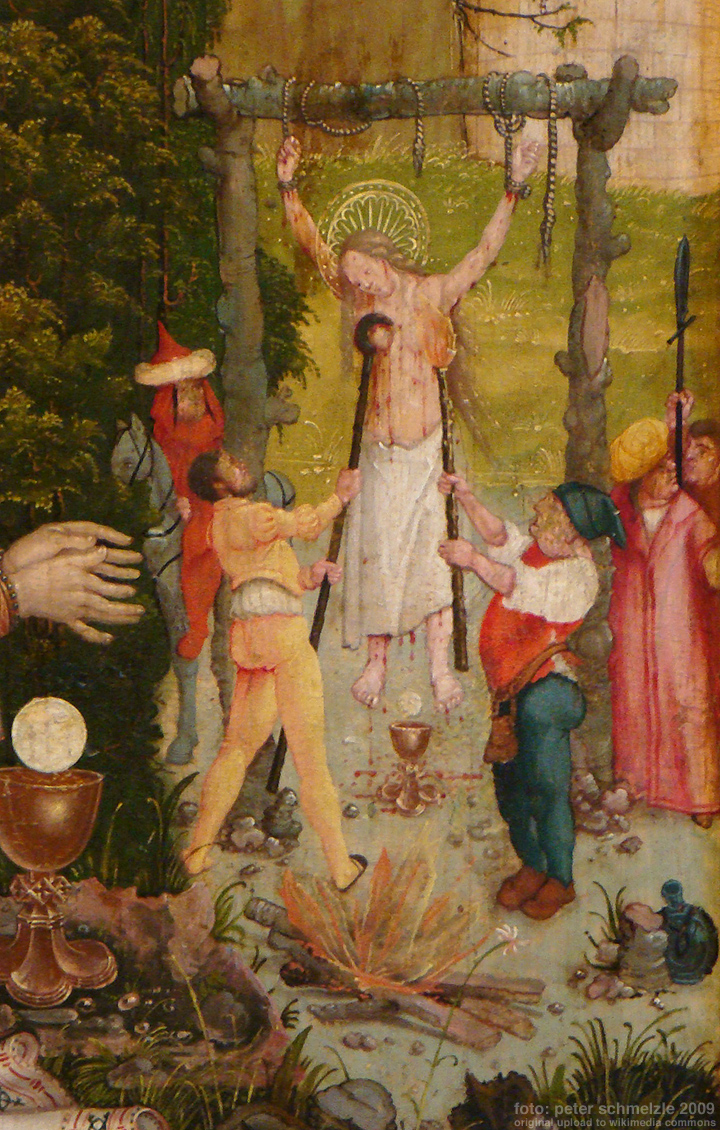
Jerg Ratgeb: Mučení sv. Barbory; detail z oltáře sv. Barbory, městský kostel ve Schwaigernu (Heilbronn)

Barbora z Nikomédie též svatá Barbora (3. století?–305?) byla panna a mučednice ve starověké Nikomédii, patřící ke čtrnácti svatým pomocníkům, kteří byli voláni zvláště v těžkých chvílích, například při morových epidemiích. Jejich společná památka se slaví 4. prosince. O svaté Barboře se dochovaly pouze kusé zprávy, přesto ji katolická církev řadí mezi světce a mučedníky. Martyrologium Romanum (2001) její památku uvádí 4. prosince.

## Život
Svatá Barbora byla pravděpodobně sťata mečem za vlády císaře Galeria, během pronásledování křesťanů kolem roku 305. Existují však i další legendy jejího úmrtí. Podle nich měla být svatá Barbora krásná dívka, jež se narodila v druhé polovině 3. století, nebo na začátku 4. století v Nikomédii, jako jediná dcera v rodině bohatého kupce Dioskura. Její matka brzy zemřela a krutý otec vedl dceřinu výchovu v ryze pohanském duchu, dle tehdejší helénistické kultury. Aby ji ubránil před zlými vlivy okolního světa, zejména před tehdy stále zakázaným křesťanským učením, uvěznil dceru v kamenné věži, kde ji obklopil vším přepychem. Jeden z přítomných sloužících byl však tajným křesťanem, a tak Barboru k této víře také přesvědčil. K úctě Nejsvětější Trojice pak nechala ve věži prolomit třetí okno.
Dle legendy si dopisovala se slovutným křesťanským učencem Órigeném, který pak k ní poslal kněze, od něhož Barbora přijala křest; zároveň se zaslíbila Kristu a učinila slib ustavičného panenství. Když ji otec začal nutit, aby se provdala, Barbora mu oznámila, že je pokřtěna a zasnoubena s nebeským chotěm, protože jen v křesťanství je pravda a spasení. To ohromilo pohana Dioskura, jehož plány a naděje byly zmařeny. Barbora musela uprchnout. Na útěku se dostala k jakési skále, která se před ní zázračně otevřela a Barbora se skryla ve skalní puklině (proto je patronkou horníků).
Nějaký pastýř však prozradil Dioskurovi její úkryt, a tak ji dopadl a odvlekl. Chtěl ji hladem a vězněním donutit k povolnosti, ale marně. Otec se rozzuřil natolik, že ji svázal a odvedl k soudci Marcianovi, kde Barboru udal jako křesťanku. Soudce dal přinést mučidla, a když se jich nezalekla, dal jí strhnout šaty, Barbora byla do krve zbičována a její rány byly ještě rozdírány střepinami. Když se ani poté nezřekla víry v Krista, byla drásána železnými mučidly, pálena hořícími pochodněmi a na potupu jí byly uříznuty prsy. Nahá pak byla odvedena na popraviště a sám její otec jí sťal hlavu mečem. V tom okamžiku vyšlehl z jasného nebe blesk a na místě krutého otce zabil. (Z té příčiny se stala patronkou dělostřelců a pyrotechniků).
Podle legendy se modlila před svou smrtí za kající hříšníky, a proto je též vzývána jako přímluvkyně za šťastnou hodinu smrti.
Svaté Barboře je zasvěceno mnoho kostelů. V Česku je nejznámější kutnohorský chrám svaté Barbory.

## Uctění památky

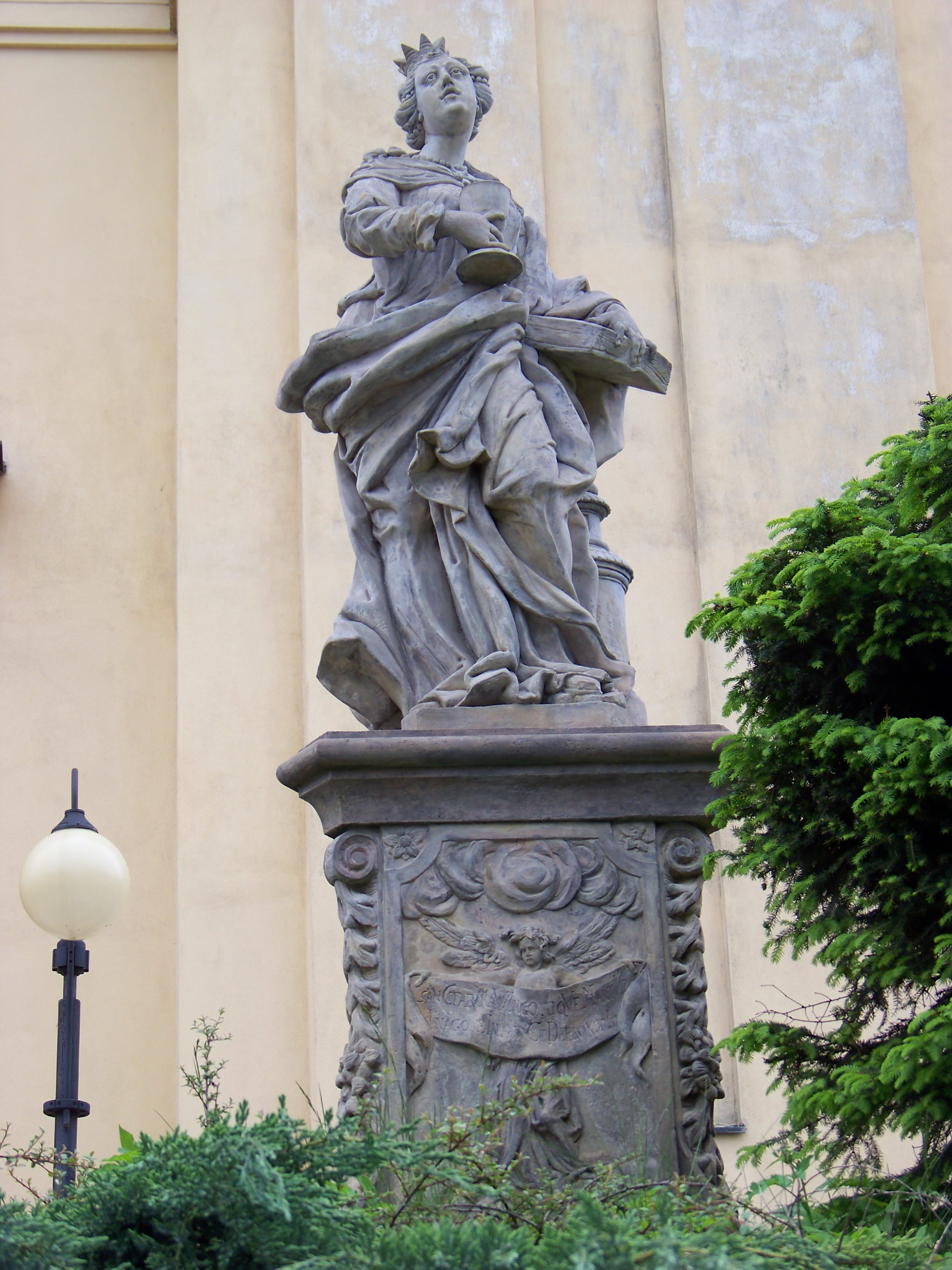
Socha svaté Barbory v České Třebové

Svatá Barbora je uctívána jako ochránkyně proti smrti bleskem, požáry a vůbec před rizikem náhlé či násilné smrti, je proto patronka havířů, dělostřelců, pyrotechniků, architektů, matematiků a dalších rizikových povolání, a rovněž dětí. Památka sv. Barbory se světí 4. prosince. Náleží do sboru čtrnácti svatých pomocníků a je zařazena mezi tzv. Quattuor Virgines Capitales [čtyři panny hlavní, vynikající], kam kromě ní patří ještě sv. Dorota, sv. Kateřina Alexandrijská a sv. Markéta Antiochijská; bývají často zobrazovány společně. Mezi známé ctitele svaté Barbory patřil papež sv. Řehoř I. Veliký či sv. Stanislav Kostka.
Světice je uctívána i východní církví a je označována za velkomučednici. V pravoslavných církvích má svátek 4. prosince; pokud tyto církve užívají ještě juliánského kalendáře, pak 4. prosince dle juliánského kalendáře připadá na 17. prosince dle gregoriánského kalendáře.
V prosinci 2011 v kostele Povýšení svatého kříže v Karviné-Fryštátě byly nalezena mimo jiné vzácná gotická freska, která zobrazuje utrpení svaté Barbory.

## Výtvarné umění
V ikonografii je vyobrazována s křížem, palmovým listem, pavím perem (páv, symbol nesmrtelnosti), mečem (symbol jejího mučednictví) nebo jako držící kalich s hostií (symbol svátosti oltářní, již jí kvůli očekávané smrti před popravou přinesl anděl). Také bývá představována s věží obvykle s třemi okny či její miniaturou, kterou držívá v ruce.

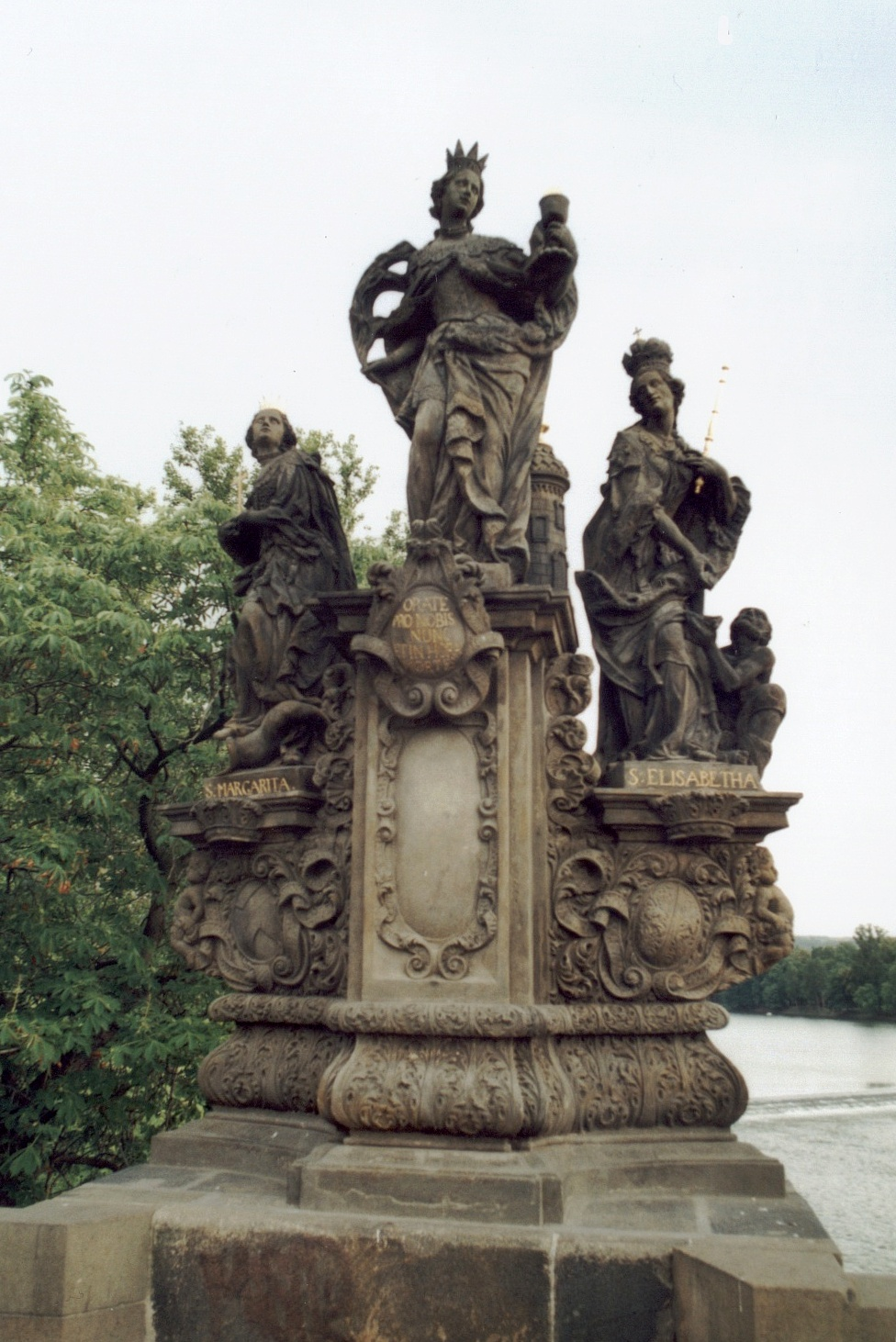
Sv. Barbora (uprostřed) na Karlově mostě

Známým zpodobením sv. Barbory je sousoší na druhém pilíři Karlova mostu, které vytvořil v roce 1707 Jan Brokoff s velkým podílem svého syna Ferdinanda Maxmiliána Brokoffa. Uprostřed sousoší je sv. Barbora, která drží v pozvednuté paži kalich s hostií a v druhé ruce má palmovou ratolest, což je atribut mučednictví; po stranách stojí sv. Markéta a sv. Alžběta.

## Modlitba
Modlitba recitovaná v Brně v první polovině 20. stol.:

Panenko Barborko svatá,
 
pro Krista jméno sťatá,

nedej mě náhlou smrtí umříti

bez velebné svátosti.

Když se bude dušička má s tělem loučiti,
 
ráčiš se mnou přítomna býti,
 
aby ďábel žádné moci ke mně neměl,
 
pro Krista ženicha tvého,
 
který tebe korunoval, do nebeské slávy přijal.
 

K tomu nám dopomáhej všemohoucí a milosrdný Pán Bůh, Otec, Syn a Duch svatý. Amen. 
V Jihomoravském kraji se objevuje i variace na tuto modlitbu s lehce pozměněnou textací:

Panenko Barborko svatá,

pro Kristovo jméno sťatá

do nebeské slávy Tě povolal

Přijď panno, přijď, nevěsto má,

vyslyš mě u Hospodina,

až já budu umírati "abys Ty" u mne stála,

mou duši opatrovala,

ďáblu škodit nedala.

Vypros nám nebeského chleba,

vždyť jest nám ho všem potřeba.

K tomu nám dopomáhej Bůh Otec, Syn a Duch Svatý. Amen

## Zajímavosti

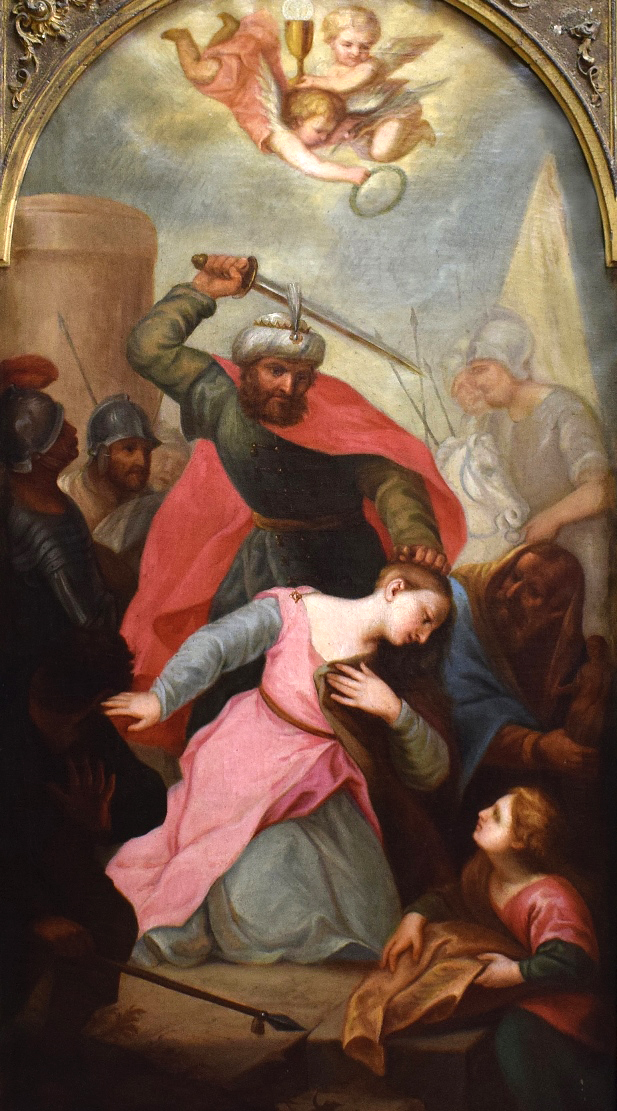
Stětí svaté Barbory

- Od jména svaté Barbory je odvozen i název pro barbituráty, podle kyseliny barbiturové pojmenované podle objevu na svátek svaté Barbory.
- Na španělských a francouzských lodích býval obraz sv. Barbory vyvěšen nad komorou, v níž se skladoval střelný prach; tato komora sama se nazývala „Barborou" (franc. Sainte Barbe).[12][13]
- Na českém venkově (i na Moravě a ve Slezsku) byl ještě v 19. století zvyk chodit se sv. Barborou čili chodit barborkou. V den sv. Barbory (nebo v jeho předvečer) chodily svobodné dívky nebo i vdané ženy z domu do domu, přičemž byly ustrojené za „Barborky". V různých krajinách se oblékaly různě, někde do bílých šatů, jinde do černých, často měly závoj a okrašlovaly hlavu věnečkem. Zpravidla držívaly v ruce metličku a s ní dítkám hrozily, ale nosívaly též košíčky, ve kterých byly dárky pro děti – jablka, hrušky apod., a někdy též rozdávaly cukrová srdíčka od sv. panny Barbory.[14] V některých krajinách chodili s Barborkami i andělé, čerti a další maškary. Když vešly do stavení, předváděly Barborky nějaký krátký výstup ze života sv. Barbory, zpívaly, modlily se, rozdělovaly dárky a občas i metličkou vyplácely zlobivé děti. Toto chození barborkou bylo pozůstatkem a upomínkou na veliké divadelní hry o sv. Barboře, které se kdysi při obchůzkách Barborek provozovaly (je např. zachována hra o sv. Barboře z 18. století).[15]